# Championnat de France masculin de handball de deuxième division 2014-2015
Navigation
Division 2 2013-2014 Division 2  2015-2016
Le Championnat de France masculin de handball de deuxième division 2014-2015 est la soixante-troisième édition de cette compétition et la vingt-neuvième édition depuis que la dénomination de Division 2 a été posée. Le championnat de Division 2 de handball est le deuxième plus haut niveau du championnat de France de ce sport.
L'US Ivry HB, vainqueur de la saison régulière du championnat, et le Chartres MHB 28, vainqueur des barrages d'accession accèdent à la Division 1.

## Formule
À la fin de la saison, le premier est promu en Division 1. 
Les équipes classées de la 2e à la 5e places jouent des barrages d'accession : en demi-finales, le 2e affronte le 5e et le 3e affronte le 4e sous forme de deux matchs aller-retour, le mieux classé recevant au retour. Le vainqueur de la finale sera promu en Division 1. En cas d'égalité parfaite à l'issue du temps réglementaire des demi-finales ou de la finale (c'est-à-dire sans que les équipes concernées ne puissent être départagées par d'une part, le plus de buts sur l'ensemble des deux rencontres aller et retour et, d'autre part, le plus de buts marqués à l'extérieur sur l'ensemble des 2 matches), c'est le club le mieux classé à l'issue du championnat (phase régulière) qui déclaré vainqueur de l'opposition.
En bas de tableau, l'équipe classée 13e à l'issue de la saison est reléguée en Nationale 1. Le club classé à la 12e place du championnat et les 3 équipes classées premières (équipes réserves des équipes professionnelles exclues) de chacune des trois poules de Nationale 1 disputent des barrages de relégation sur terrain neutre. La FFHB attribuera l'organisation à une ligue ou un comité, après appel à candidatures sur la base d'un cahier des charges. Le tournoi se dispute sur trois jours les vendredi 30 mai, samedi 31 mai et dimanche 1er juin 2014, avec deux rencontres par jour (19h et 21h le vendredi et le samedi, 14h et 16h le dimanche). L'ordre des rencontres sera tiré au sort. Les trois premiers seront sportivement qualifiés pour évoluer en ProD2 la saison suivante, sous réserve de satisfaire aux conditions de participation fixées par le  règlement particulier de ProD2. Le club classé quatrième participera la saison suivante au championnat de Nationale 1

## Les clubs participants
| \| Angers Ivry Massy Besançon 00Mulhouse Nancy Pontault-C. Cherbourg Chartres Strasbourg Dijon Billère Valence \| Localisation des clubs engagés dans le championnat. |
| Angers Ivry Massy Besançon 00Mulhouse Nancy Pontault-C. Cherbourg Chartres Strasbourg Dijon Billère Valence                                                           |

| Club                                | Classement 2013-2014 | Entraîneur         | Salle                                    | Capacité théorique |
| ----------------------------------- | -------------------- | ------------------ | ---------------------------------------- | ------------------ |
| US Ivry HB                          | 13e (D1)             | Rastko Stefanovič  | Gymnase Auguste-Delaune                  | 1 500              |
| Dijon Bourgogne Handball            | 14e (D1)             | Ulrich Chaduteaux  | Palais des sports J-M-Geoffroy           | 4 000              |
| Billère Handball                    | 4e                   | Arnaud Villedieu   | Sporting d'Este Palais des sports de Pau | 1 500 6 500        |
| Mulhouse Handball Sud Alsace        | 5e                   | Brahim Ighirri     | Palais des Sports de Mulhouse            | 2 500              |
| Grand Nancy ASPTT HB                | 6e                   | Thierry Thoni      | Parc des Sports de Vandœuvre Nations     | 1 950              |
| Valence Handball                    | 7e                   | Milorad Davidović  | Palais des sports Pierre-Mendes-France   | 2 000              |
| Chartres Métropole HB 28            | 8e                   | Pascal Mahé        | Halle Jean-Cochet                        | 1 200              |
| Massy Essonne Handball              | 9e                   | Benjamin Braux     | Centre Omnisports                        | 800                |
| ES Besançon                         | 11e                  | Christophe Viennet | Palais des sports de Besançon            | 4 200              |
| UMS Pontault-Combault HB            | 12e                  | William Holder     | Espace Boisramé                          | 1 300              |
| Angers Noyant Handball              | 13e                  | David Peneau       | Salle Jean-Bouin                         | 3 000              |
| JS Cherbourg                        | 1er (Nat. 1)         | Sébastien Leriche  | Complexe Sportif de Chantereyne          | 1 600              |
| Entente Strasbourg Schiltigheim AHB | 1er (Nat. 1)         | Bruno Boesch       | Gymnase de la Rotonde                    | 1 500              |

Remarque : les Girondins de Bordeaux HBC, 3e de la saison précédente, a déposé le bilan en juillet 2014 puis a été placé en liquidation judiciaire.

## Saison régulière

### Classement
|    | Équipe                          | Pts  | J  | G  | N | P  | Bp  | Bc  | Diff |
| -- | ------------------------------- | ---- | -- | -- | - | -- | --- | --- | ---- |
| 1  | US Ivry HB (R)                  | 66   | 24 | 19 | 4 | 1  | 701 | 607 | 94   |
| 2  | Mulhouse HSA                    | 58   | 24 | 16 | 2 | 6  | 696 | 652 | 44   |
| 3  | Massy Essonne HB                | 58   | 24 | 17 | 0 | 7  | 684 | 629 | 55   |
| 4  | Chartres Métropole HB           | 54   | 24 | 13 | 4 | 7  | 717 | 675 | 42   |
| 5  | JS Cherbourg (P)                | 49   | 24 | 12 | 1 | 11 | 640 | 632 | 8    |
| 6  | Grand Nancy ASPTT               | 48   | 24 | 11 | 2 | 11 | 710 | 713 | -3   |
| 7  | Billère Handball                | 47-3 | 24 | 12 | 2 | 10 | 663 | 651 | 12   |
| 8  | Dijon Bourgogne Handball (R)    | 46   | 24 | 10 | 2 | 12 | 629 | 655 | -26  |
| 9  | Angers Noyant Handball          | 43   | 24 | 9  | 1 | 14 | 638 | 659 | -21  |
| 10 | ES Besançon                     | 41   | 24 | 8  | 1 | 15 | 615 | 650 | -35  |
| 11 | Valence Handball                | 40   | 24 | 8  | 0 | 16 | 645 | 684 | -39  |
| 12 | UMS Pontault-Combault HB        | 39   | 24 | 7  | 1 | 16 | 705 | 741 | -36  |
| 13 | Strasbourg Schiltigheim AHB (P) | 32   | 24 | 4  | 0 | 20 | 637 | 732 | -95  |

|     | Promotion en Division 1                       |
|     | Qualification pour les barrages d'accession   |
|     | Qualification pour les barrages de relégation |
|     | Relégation en Nationale 1                     |
| (P) | Promu 2014                                    |
| (R) | Relégué 2014                                  |
| -3  | Trois points retirés au Billère Handball      |

En cas d'égalité de points, le règlement veut que les équipes se départagent selon les matchs de championnat opposant les deux équipes à égalité. S'il y a  égalité de buts, l'équipe en ayant marqué le plus à l'extérieur l'emporte. Si les deux équipes restent sur un score nul et égal à l'issue des deux matchs aller et retour (par exemple 19-19 et 19-19), la règle de la différence des buts au classement général (différence entre buts mis et buts encaissés) s'applique.

### Matchs
| Résultats (dom.\ext.)                                      | ANG   | BES   | BIL   | CHA   | CHE   | DIJ   | IVR   | MAS   | MUL   | NAN   | PON   | STR   | VAL   |
| Angers Noyant                                              |       | 28-26 | 34-30 | 24-30 | 24-26 | 23-23 | 24-31 | 22-23 | 28-29 | 34-33 | 29-23 | 25-22 | 35-28 |
| ES Besançon                                                | 21-27 |       | 25-21 | 27-24 | 23-32 | 24-27 | 23-23 | 26-29 | 30-24 | 33-32 | 31-24 | 26-28 | 31-23 |
| Billère Handball                                           | 26-27 | 24-21 |       | 31-28 | 31-28 | 32-25 | 29-29 | 29-24 | 28-31 | 28-27 | 34-22 | 31-29 | 25-34 |
| Chartres Métropole HB                                      | 31-27 | 29-17 | 28-28 |       | 33-26 | 28-28 | 27-27 | 29-27 | 27-26 | 36-30 | 34-40 | 32-26 | 35-34 |
| JS Cherbourg                                               | 22-20 | 27-20 | 32-25 | 26-29 |       | 27-22 | 25-27 | 21-27 | 24-26 | 36-30 | 30-22 | 22-19 | 29-27 |
| Dijon Bourgogne Handball                                   | 27-24 | 28-24 | 22-33 | 25-32 | 31-25 |       | 25-26 | 24-29 | 30-27 | 23-22 | 25-24 | 34-20 | 28-24 |
| US Ivry HB                                                 | 27-20 | 31-23 | 28-26 | 27-27 | 32-27 | 33-25 |       | 27-24 | 28-21 | 32-26 | 31-26 | 32-25 | 26-22 |
| Massy Essonne                                              | 31-25 | 31-23 | 22-25 | 31-25 | 27-22 | 25-24 | 25-24 |       | 27-25 | 37-33 | 32-30 | 36-27 | 33-27 |
| Mulhouse HB                                                | 32-29 | 28-26 | 28-22 | 30-28 | 26-26 | 33-22 | 27-28 | 34-26 |       | 32-30 | 38-34 | 30-26 | 28-25 |
| Grand Nancy ASPTT HB                                       | 20-21 | 32-31 | 33-26 | 37-29 | 31-28 | 31-28 | 25-37 | 32-31 | 25-25 |       | 31-31 | 27-26 | 29-23 |
| UMS Pontault-Combault HB                                   | 34-28 | 28-32 | 26-28 | 26-38 | 30-27 | 29-30 | 30-34 | 30-29 | 31-34 | 33-34 |       | 36-29 | 30-23 |
| Strasbourg Schiltigheim AHB                                | 33-32 | 24-23 | 24-28 | 30-34 | 27-28 | 28-23 | 27-30 | 27-31 | 28-33 | 28-30 | 31-39 |       | 25-34 |
| Valence Handball                                           | 31-28 | 26-29 | 24-23 | 25-24 | 23-24 | 32-30 | 28-31 | 18-27 | 24-29 | 25-30 | 29-27 | 36-28 |       |
| - Victoire à domicile - Match nul - Victoire à l'extérieur |       |       |       |       |       |       |       |       |       |       |       |       |       |

## Matchs de barrage

### Barrages d'accession en division 1
|  | Demi-finales | Demi-finales          | Demi-finales | Demi-finales |    |                       | Finale | Finale | Finale | Finale |
|  |              |                       |              |              |    |                       |        |        |        |        |
|  |              |                       |              |              |    |                       |        |        |        |        |
|  | 4e           | Chartres Métropole HB | 26           | 23           |    |                       |        |        |        |        |
|  | 4e           | Chartres Métropole HB | 26           | 23           |    |                       |        |        |        |        |
|  | 3e           | Massy Essonne HB      | 26           | 21           |    |                       |        |        |        |        |
|  | 3e           | Massy Essonne HB      | 26           | 21           | 4e | Chartres Métropole HB | 32     | 26     |        |        |
|  |              |                       |              |              | 4e | Chartres Métropole HB | 32     | 26     |        |        |
|  |              |                       | 2e           | Mulhouse HSA | 22 | 33                    |        |        |        |        |
|  | 5e           | JS Cherbourg          | 2e           | Mulhouse HSA | 22 | 33                    | 27     | 22     |        |        |
|  | 5e           | JS Cherbourg          |              |              |    |                       |        | 22     |        |        |
|  | 2e           | Mulhouse HSA          | 24           | 31           |    |                       |        |        |        |        |
|  | 2e           | Mulhouse HSA          | 24           | 31           |    |                       |        |        |        |        |

Remarque : le classement indiqué devant chaque équipe est celui au terme de la saison régulière.
Le Chartres Métropole HB, vainqueur du Mulhouse HSA sur un score total de 58 à 55, accède ainsi à la Division 1 pour la première fois de son histoire.

### Barrages d'accession en Division 2 et de relégation en Nationale 1
Le classement final du tournoi est :
|   | Équipe                     | Pts | J | G | N | P | Bp  | Bc | Diff |
| - | -------------------------- | --- | - | - | - | - | --- | -- | ---- |
| 1 | [D2] UMS Pontault-Combault | 9   | 3 | 3 | 0 | 0 | 102 | 71 | 31   |
| 2 | [N1] Limoges Hand 87       | 7   | 3 | 2 | 0 | 1 | 86  | 83 | 3    |
| 3 | [N1] USM Saran             | 5   | 3 | 1 | 0 | 2 | 73  | 88 | -15  |
| 4 | [N1] Saint-Marcel Vernon   | 3   | 3 | 0 | 0 | 3 | 64  | 83 | -19  |

L'UMS Pontault-Combault reste en division 2, le Limoges Hand 87 et l'USM Saran accèdent à la division 2 tandis que le Saint-Marcel Vernon  reste en Nationale 1.

## Statistiques et récompenses
- Meilleur joueur : Sebastian Simonet (US Ivry)[4]
- Meilleur entraîneur : Rastko Stefanovič (US Ivry)[4]

## Bilan de la saison
| Description                               | Club                                | Commentaire                       |
| Accession en Division 1                   |                                     |                                   |
| Champion de France                        | Union sportive d'Ivry Handball      | Retour en D1 après 1 saison en D2 |
| Vainqueur des barrages d'accession        | Chartres Métropole Handball 28      | Première accession en D1          |
| Relégations en Nationale 1                |                                     |                                   |
| Dernier                                   | Entente Strasbourg Schiltigheim AHB | -                                 |
| Promotions depuis la Nationale 1          |                                     |                                   |
| 2e des barrages d'accession en Division 2 | Limoges Hand 87                     | Première accession en D2          |
| 3e des barrages d'accession en Division 2 | USM Saran                           | Première accession en D2          |